# Џејмс О’Конор
Џејмс О'Конор (енгл. James O'Connor; 5. јул 1990) је професионални аустралијски рагбиста и један од најбољих бекова на јужној хемисфери.

## Биографија
Висок 180 цм, тежак 88 кг, О'Конор је рођен у Квинсленду у Аустралији, али је неколико година као дечак провео и на Новом Зеланду, пре него што се вратио у Аустралију. У каријери је играо за Вест Харбор, Брадерс Олд Бојс, Лондон Ајриш, Рагби клуб Тулон, Бризбејн Сити, Вестерн Форс и Мелбурн Ребелс пре него што је 2015. прешао у Квинсленд Редс. За "Валабисе" је дебитовао већ са 18 година и показао да је суперталентован играч. До сада је за репрезентацију Аустралије одиграо 44 тест меча и постигао 223 поена. О'Конор је универзалан играч, повремено игра отварача, центра или аријера, а у последње време најчешће десно крило.